# Gilles Gobeil
Pour les articles homonymes, voir Gobeil.
 (mars 2016).
Si vous disposez d'ouvrages ou d'articles de référence ou si vous connaissez des sites web de qualité traitant du thème abordé ici, merci de compléter l'article en donnant les références utiles à sa vérifiabilité et en les liant à la section « Notes et références ».
Gilles Gobeil (27 septembre 1954, Sorel, Canada) est un compositeur de musique électroacoustique résidant à Montréal, Canada.

## Biographie
Études musicales à l'Université de Montréal (maîtrise en composition).
Lauréat des concours internationaux : Concours biennal de composition acousmatique Métamorphoses (Belgique, 2002, 2000) ; CIMESP (Concours international de musique électroacoustique de São Paulo, Brésil, 2001, 1999, 1997) ; Ciber@rt (Valencia, Espagne, 1999) ; Bourges (France, 1999, 1989, 1988) ; Stockholm Electronic Arts Award (Suède, 1997, 1994) ; Ars Electronica, Linz (Autriche, 1995) ; Luigi-Russolo, Varèse (Italie, 1987, 1989, 1988) ; Newcomp, Boston (États-Unis, 1987) ; et Brock University Tape Music Competition, St Catharines (Canada, 1985). Lauréat des concours nationaux : « Grand Prix 1993 » de la SOCAN (société canadienne du droit d'exécution) ; « Prix Robert Fleming 1985 » du Conseil canadien de la musique ; prix de composition de la SDE Canada (société canadienne du droit d'exécution) en 1984.
Sélectionné à de nombreux festivals nationaux et internationaux. Gilles Gobeil est membre de la Communauté électroacoustique canadienne (CÉC), compositeur agréé du Centre de musique canadienne (CMC) et cofondateur en 1991, avec ses collègues Jean-François Denis et Robert Normandeau, de la société de concerts Réseaux des arts médiatiques (devenue Akousma).

## Discographie
- Les lointains (empreintes DIGITALes, IMED 15134, 2015)
- Trois songes (empreintes DIGITALes, IMED 0892, 2008)
- Trilogie d’ondes avec [Suzanne Binet-Audet] (empreintes DIGITALes, IMED 0576, 2005)
- Le contrat  avec [René Lussier] (empreintes DIGITALes, IMED 0372, 2003)
- … dans le silence de la nuit… (empreintes DIGITALes, IMED 0155, 2001)
- La mécanique des ruptures (empreintes DIGITALes, IMED 9421, 1994)

## Liste des œuvres
- Associations libres (1990), guitare électrique et bande
- Le contrat (1996-2003)
- Derrière la porte la plus éloignée… (1998)
- Éclats de perle (2002)
- Entre les deux rives du printemps (2006)
- Là où vont les nuages… (1990-91), ondes Martenot, système interactif et bande
- Nous sommes heureux de… (1992)
- Nuit cendre (1995)
- Ombres, espaces, silences… (2005)
- La perle et l'oubli (1999-2002), ondes Martenot et bande
- Point de passage (1997)
- Projet Proust (1995, 2001)
- Rivage (1986)
- Soledad (1998, 2000), guitare et bande
- Traces (1985)
- Le vertige inconnu (1993-94)
- La ville machine (1992)
- Voix blanche (1988-89), ondes Martenot et bande